# Èucrates (escriptor)
Èucrates (Eucrates, Εὐκράτης) fou un escriptor grec esmentat per Hesiqui de Milet (Hesychius) que diu que fou l'autor d'una obra titulada ?οδιακά. Ateneu de Naucratis també esmenta un escriptor d'aquest nom, probablement la mateixa persona.